# Los Alamitos
Los Alamitos város az USA Kalifornia államában, Orange megyében. Lakosainak száma 11 780 fő (2020. április 1.).

## Népesség
A település népességének változása:
| Lakosok száma | 4312 | 11 449 | 11 780 |
|               | 1960 | 2010   | 2020   |